# Li Csiang
Li Csiang (Li Qiang) (Ruian, Csöcsiang tartomány, 1959. július 23. –) kínai politikus, 2023-tól a Kínai Népköztársaság Államtanácsának elnöke, azaz kormányfője.

## Életpályája
Kína keleti partvidékén, a Csöcsiang tartománybeli Vencsou egyik elővárosában született, egy egyszerű munkáscsaládba. 17 évesen egy öntözőállomáson kezdett el dolgozni, majd egy szerszámgépgyárban folytatta. 1978-ban jelentkezett a Csöcsiangi Agráregyetemen mezőgazdasági gépekkel foglalkozó szakára. A diplomaszerzés után (1982) nem a szakmájában helyezkedett el, pártmunkásként kezdett dolgozni.
A Kínai Kommunista Pártba 1983-ban lépett be. 2002-ben, 43 évesen Vencsou párttitkára, később pedig Hszi Csin-ping (Xi Jinping), Csöcsiang tartomány pártszervezetésének egykori vezetőjének kabinetfőnöke és főtanácsadója lett. 2005-ben a Hongkongi Műszaki Egyetemen MBA (Master of Business Administration) szakán szerzett mesterdiplomát. 2013 és 2016 között Csöcsiang tartomány kormányzója, 2017 és 2022 között pedig a tartományi jogú Sanghaj (Shanghai) városának volt a párttitkára.
2023 márciusában a parlament (Országos Népi Kongresszus, NPC) – Li Ko-csiangot (Li Keqiangot) váltva – megszavazta miniszterelnöki kinevezését.